# メイドマン
メイドマン (made man) とは、アメリカ合衆国のコーサ・ノストラ（マフィア）の正式な構成員を示す言葉。
ワイズガイ (wiseguy) やグッドフェラ (goodfella)、メイドガイ (made guy)、マン・オブ・アナー（「名誉ある男」、man of honor, 伊:uomo d'onore)）、マフィオーソ（mafioso、複数形はマフィオーシ (mafiosi)）、尊敬の男（伊:uomo di rispetto）とも呼ばれる。

## 概要
メイドマンの配下にある準構成員（アソシエイト（Associate））がファミリーに認められれば、晴れてメイドマンとなることができる（ただしイタリア系に限られる）。
伝統的に、コーサ・ノストラ（以下、マフィアとする）のメイドマン（正式構成員）となるためには、純潔なイタリア系（およびシチリア系）であることが絶対条件だった。ニコラス・ピレッジの著作『ワイズガイズ/わが憧れのマフィア人生 (Wiseguys)』（後に『グッドフェローズ (Goodfellas)』として映画化）には、少なくとも1970年代まではこの条件が残存していたことが記述されている。実際、同映画の主役であるヘンリー・ヒルは、父がアイルランド系で母がシチリア系だったためにメイドマンにはなれなかった。
しかし、今日のマフィア社会では、この条件がやや緩和され、父系がイタリア系（およびシチリア系）であればメイドマンとなることができるとされる。これは、移民の世代が3世、4世となるにつれ、異人種との関連が深まり、純潔なイタリア系アメリカ人およびシチリア系アメリカ人の人口が少なくなったからであるとされる。例として、ジョン・A・ゴッティ（ガンビーノファミリーの大ボスジョン・ゴッティの息子）は、父系がイタリア系で母系はロシアおよびユダヤ系である。プロビデンスのパトリアルカファミリーのボスだった"キャデラック"・フランク・サレンメも、父系がイタリア系で母系はアイルランド系だった。フィラデルフィアマフィアのジョン・スタンファ（シチリア出身）は多くの非イタリア系の人間を雇い入れた（アイルランド系のジョン・ヴィーゼイなど）。
また、警察や警察関連の組織に所属する者やそれを近縁に持つ者もメイドマンとなることはできない。例として、デメイオ・クルーに所属していたヘンリー・ボレーリは腕利きの殺し屋だったが、彼はメイドマンにはなれなかった。ボレーリがニューヨーク市警察にいた経験があったからである。例外的事例として、スカルフォファミリーのロン・プレヴィーテはかつてフィラデルフィア警察に所属していたが、メイドマンとなることができた（ただし、後に当局に投降している）。
メイドマンの掟の1つとして「殺人」がある。ファミリーの実行する「殺人」には必ず加担することがメイドマンの掟である。最初の掟を実行することを、マフィアの専門用語で「メイキング・ユア・ボーンズ (making your bones)」と呼ぶ。この掟は、マリオ・プーゾの小説及び映画の『ゴッドファーザー』などに登場するが、一般には、マフィアへの潜入捜査を行ったFBI捜査官ジョー・ピストーネによるドニー・ブラスコ裁判（後に『フェイク (Donnie Brasco)』として映画化）で知られるようになった。メイドマンが殺人を行うことは「ボタンをもらう」と呼ばれており、実行した者は「ボタンマン（Button man）」、つまり殺し屋と呼ばれることとなる。
　

## オメルタの誓い
メイドマンになるためには、シチリア時代からの伝統儀式であるオメルタの誓い（沈黙の掟とも）の儀式を課される。メイドマンとなる者は人差し指に針を刺し、聖人（たいていはアッシジのフランチェスコか聖母マリア）の絵の上に自らの血を垂らす。聖人の絵に血を垂らし、自らの手の上で燃やして誓いを立てることによって、正式にメイドマンとなり、ファミリーに対する絶対的な忠誠を誓う。イタリア系アメリカ人のほぼすべてがローマ・カトリックを信仰しており、彼らが聖人の絵に血を垂らして燃やすことは宗教的に極めて重大な意味を持つ。オメルタの誓いが破られたとき、聖人がその者を捕らえ、その者の魂は永遠に地獄で焼かれることになる。
メイドマンの採用はファミリーにより決定されるが、採用を決定することを専門用語で「本を開く」と呼び、事情により採用を中止することを「本を閉じる」と呼ぶ。

## 特権
殺害はもちろんのこと、メイドマンに危害を加えることは絶対に許されない大罪である（突き飛ばしただけで処刑された例が実際にある）。例外として、ファミリーのボスが許可した場合のみメイドマンの殺害は許されるが、それ以外の全ての場合メイドマンを殺傷した者は最も過酷な制裁を受ける。
メイドマンの殺害はしばしばファミリー間の火種となることが多く、ファミリーが殺害を実行した者の引渡しを拒否すれば、それは「戦争」の始まりとなる。『ワイズガイズ』では、ルッケーゼファミリーのメイドマンだったトーマス・"トゥー・ガン"・デジモーネが、ガンビーノファミリーのメイドマンだったウィリアム・"ビリー・バッツ"・ベントヴェナを殺害したため、後に粛清された実際の事件の描写がある。
　

## 呼称
メイドマンは、マフィアの正式構成員の正式な呼び名だったが、日常的に呼称として使用されるのは稀である。一般的には、メイドマンはお互いを「ワイズガイ」や「グッドフェラ」と呼び合うのが通常とされる。